# Spogostylum inquinatum
Spogostylum inquinatum är en tvåvingeart som först beskrevs av Zaitzev 1976.  Spogostylum inquinatum ingår i släktet Spogostylum och familjen svävflugor. Inga underarter finns listade i Catalogue of Life.